# Acta Agriculturae Scandinavica, Section B - Soil & Plant Science
Acta Agriculturae Scandinavica, Section B - Soil & Plant Science is een internationaal, aan collegiale toetsing onderworpen wetenschappelijk tijdschrift op het gebied van de landbouwkunde en bodemkunde. De naam wordt in literatuurverwijzingen meestal afgekort tot Acta Agricult. Scand. B.